# P大海物語5
『P大海物語5』（ピーおおうみものがたりファイブ、英: Big Sea Story 5）は、2023年2月6日に三洋物産から発売されたデジパチタイプのパチンコ。

## 機種一覧
| 名称                            | 発売          |
| ------------------------------- | ------------- |
| P大海物語5                      | 2023年2月6日  |
| PA大海物語5 With アグネス・ラム | 2023年7月3日  |
| P大海物語5 ブラック             | 2023年12月4日 |
| PA大海物語5 ブラック LT99ver.   | 2025年3月3日  |

## 概要
『P大海物語4スペシャル』の後継機。大海物語シリーズの7作目。2023年2月にミドルタイプの『P大海物語5』が発売された。英語タイトルが「Great Sea Story」から「Big Sea Story」に変更されており、その名の通り新要素としてマリン、図柄、泡、魚群などが通常より巨大になっているBIGスケール演出が搭載されている。遊タイムとサポートタイムは非搭載となっている。一部のBGMが前作から変更されている。アトランティスステージとトレジャーステージの通常変動時のBGMが、それぞれ前作で使用されていた物のアレンジとなっている。クリスタルステージは、ほとんどのBGMが一新されている。
2023年7月には遊パチタイプの『PA大海物語5 With アグネス ・ラム』が発売された。『PA大海物語4スペシャル With アグネス・ラム』の後継機で、スペックは継承している。新要素として、アニメキャラのアグネス・ラムがボイス付きで登場する。声は駒形友梨が担当している。また、10ラウンド大当たりを引くことで、その後の大当たりは必ず120回の電チューサポートが付くハピネスチャンスが搭載された。1日に払い出される出玉の上限に達すると遊戯が強制終了となるコンプリート機能が海物語シリーズで初めて搭載された。この機種の場合は1日で出玉が95000個払い出されると作動する。
2023年12月にはライトタイプの『P大海物語5 ブラック』が発売された。『P大海物語4スペシャル BLACK』の後継機種である。前作まではBLACKの部分が大文字のアルファベットで表記されていたが、今作では片仮名表記になっている。大海物語シリーズ初の1種2種混合機で、大当たりラウンド及び時短中は右打ちする仕様になっている。電サポがリニューアルされており、これまでのブラックパールゾーンに代わりブラック神殿ゾーンが搭載されている。また、上位時短にあたるGOLDパールRUSHも新搭載されている。
2025年3月には遊パチタイプの『PA大海物語5 ブラック LT99ver.』が発売予定である。BLACKシリーズ初の遊パチタイプとなっている。ラッキートリガー搭載の1種2種混合機である。ほとんどの演出は『P大海物語5 ブラック』から継承されているが、出演するミスマリンちゃんが9代目から10代目に変更されている。

## 図柄
奇数図柄がSUPER LUCKY、偶数図柄がLUCKYと表示される。ミドルタイプでは、奇数図柄が確変大当たり、偶数図柄が通常大当たり（確変昇格の場合あり）となっている。『PA大海物語5 With アグネス・ラム』では奇数図柄の方がラウンド数と時短回数が多い。『P大海物語5 ブラック』では、ヘソ入賞時大当たりだとその図柄でも3ラウンド大当たりとなり、大当たりラウンド終了後は50回の時短に突入する。電チュー大当たりだと奇数図柄の方がラウンド数が多い。その他図柄に関しては各項目を参照。
- 1. タコ
- 2. ハリセンボン
- 3. カメ
- 4. サメ
- 5. エビ
- 6. アンコウ
- 7. シュゴン
- 8. エンゼルフィッシュ
- 9. カニ
- 裏4. サメ
- BIGアグネス

『PA大海物語5 With アグネス・ラム』に登場。10ラウンド大当たりとなり、大当たりラウンド終了後はハピネスチャンスに突入する。
- ブラッククジラッキー

『P大海物語5 ブラック』と『PA大海物語5 ブラック LT99ver.』に登場。マックスラウンド大当たりとなる。GREAT LUCKYと表示される。

### 大当たり表示とラウンド数
| 型式 | GREAT LUCKY | SUPER LUCKY | LUCKY   |
| ---- | ----------- | ----------- | ------- |
| MTE2 | -           | 10R確変     | 10R通常 |
| ARBC | 10R         | 6R          | 4R      |
| HCL  | -           | 10R         | 3R      |
| HLD  | -           | 8R          | 3R      |

## ステージ解説
ラグーンステージ
シンプルなステージ。
アトランティスステージ
ボタンを使用した演出が楽しめるステージ。
トレジャーステージ
ステップアップ予告が搭載されたステージ。ただし一般的なステップアップ予告とは異なり、リーチ後に発生する。
クリスタルステージ
ビッグバイブと一発告知がメインのステージ。他3つのステージとは違い、魚群が出現すれば大当たり濃厚となっている。
ブラック神殿ゾーン
『P大海物語5 ブラック』と『PA大海物語5 ブラック LT99ver.』に搭載されている時短中の特殊ステージ。回廊をひたすら奥へと進む演出となっている。
トレジャーステージが基になっており、ステップアップ予告がメインとなっている。
時短50回の1回転目から20回転目がこのステージとなっている。
GOLDパールRUSH
『P大海物語5 ブラック』に搭載されている時短中の特殊ステージ。
背景にマリンが常にいるステージで、高速変動と即当たりがメインとなっている。
時短86回を引いた際に突入し、86回全ての回転がこのステージとなっている。
GOLDパールRUSH HYPER
『PA大海物語5 ブラック LT99ver.』に搭載されている時短中の特殊ステージ（ラッキートリガー）。
基本的な演出は『P大海物語5 ブラック』のGOLDパールRUSHと同じである。
時短110回を引いた際に突入し、110回全ての回転がこのステージとなっている。
ブラックパールゾーン
『P大海物語5 ブラック』と『PA大海物語5 ブラック LT99ver.』に搭載。通常時と時短中のどちらからも突入する場合がある特殊ステージ。
リーチが掛かると大当たり濃厚となる。BGMは『CR大海物語4 BLACK』の物が使用されている。

## 予告演出
予告なし
リーチ成立直後に演出が起こらないこと。ノーマルリーチ発展濃厚となる。
泡予告
ラグーンステージ、アトランティスステージ、トレジャーステージ専用演出。
リーチ成立直後に画面下部から泡が発生する演出。スーパーリーチに発展する可能性がある。
大泡予告
ラグーンステージ専用演出。
リーチ成立直後に画面下部から通常よりも大きな泡が発生する演出。ノーマルリーチ発展濃厚となり、大当たりまたは半コマズレのハズレとなる（半コマズレ停止でも再始動する場合がある）。スーパーリーチに発展した場合は、法則崩れにより大当たり濃厚となる。
魚群予告
リーチ成立直後に画面右側から魚群が通過する演出。期待度が高い演出であり、スーパーリーチ発展濃厚となる。ノーマルリーチに発展した場合は、法則崩れにより大当たり濃厚となる。ミドルタイプの確変中に発生して大当たりした場合は確変大当たり濃厚となる。
クリスタルステージでは、スーパーリーチ発展後に画面右から魚群が通過する演出となっている。他の3ステージと比べると発生確率が格段に低く、発生した場合は大当たり濃厚となる。
イルカ予告
アトランティスステージ専用演出。
リーチ成立直後にイルカが画面に出現する演出。イルカの代わりにシャチが通過した場合はスーパーリーチ発展濃厚となる。クジラまたは金色のイルカが通過した場合は大当たり濃厚となる。イルカが画面に現れた際にボタンを押すと、イルカが助走なしで画面から消える場合がある。その際は大泡予告相当であり、ノーマルリーチ発展濃厚となり大当たりまたは半コマズレのハズレとなる（半コマズレ停止でも再始動する場合もある）。
ステップアップ予告
トレジャーステージ専用演出。
リーチ成立時に4段階のステップが発生する演出。
ステップ1はリーチ成立時に泡音が鳴る。滑り予告場合、滑ると同時に泡音が発生する。泡音が発生せずにリーチが掛かった場合は大泡予告相当となり、ノーマルリーチ発展濃厚となり大当たりまたは半コマズレのハズレとなる（半コマズレ停止でも再始動する場合もある）。
ステップ2はリーチ成立直後に泡が発生する。泡が発生しなかった場合はノーマルリーチ濃厚となる。
ステップ3はステップ2の泡演出の直後にクラゲが発生する。ステップ3が発生した時点でスーパーリーチ発展濃厚となる。赤いクラゲが出現すれば大当たり濃厚となる。
ステップ4はスーパーリーチ発展時に画面タッチを促される。画面をタッチするとクラゲまたは魚群が出現する。魚群が出現すれば期待度が高くなる。赤いクラゲが出現すれば大当たり濃厚となる。
降りもの予告
クリスタルステージ専用演出。
リーチ成立直後にクリスタルが降り注ぐ演出。クリスタルが大きいとスーパーリーチに発展する可能性がある。ネッシィの形をしたカラフルなクリスタルが降り注ぐと大当たり濃厚となる。
リーチ後ボタン予告
クリスタルステージ専用演出。
リーチ成立直後にボタンを押した時に振動が発生する演出。遅れ連打震えの場合は期待度が高く、3・3・7拍子での震えは大当たり濃厚となる。
ネッシィビジョン予告
クリスタルステージ専用予告。
スーパーリーチ発展直前にネッシィが画面に出現して咆哮する演出。いかずちリーチに発展する。
滑り予告
下段図柄が効果音とともに半コマ進みあるいは半コマ戻ってリーチがかかる演出。
連続滑り予告
保留内で2回転続いて滑り予告が発生する演出。2回目の滑り予告が発生した時点でその変動での大当たりが濃厚となる。
遅れ予告
BGMやボイスが通常より始まりが遅れる違和感演出。変動開始時にBGMの始まりが遅れる、リーチ成立の際にマリンのボイスが通常より遅れるなどがある。
ぶるぶるチェンジ
ラグーンステージ、アトランティスステージ、トレジャーステージ専用演出。
ビッグバイブとともに様々な変化が発生する演出。4つのパターンが存在する。
魚群に変化
泡予告が発生した際に、ビッグバイブが発生し魚群予告に変化する演出。トレジャーステージでは、ステップアップ予告のステップ4でクラゲが出現するした際に、ビッグバイブが発生し魚群に変化する場合がある。
非テンパイからテンパイに変化
非テンパイ時（下段が半コマズレ）にビッグバイブが発生し、リーチが成立する演出。
偶数図柄リーチから奇数図柄リーチに変化
偶数図柄でのリーチが発生した際、スーパーリーチに発展した直後にビッグバイブが発生し奇数図柄に変化する演出。
テンパイ図柄変化
スーパーリーチに発展した際にビッグバイブが発生し、上下段のテンパイ図柄の目が炎目またはハート目に変化する演出。
アグネスアクション予告
『PA大海物語5 With アグネス・ラム』に搭載。ハピネスチャンス専用演出。
画面右下にいるアニメのアグネス・ラムがさまざまなアクションをする演出。セリフによって期待度が変化する。
ステップアップ予告
『P大海物語5 ブラック』と『PA大海物語5 ブラック LT99ver.』に搭載。ブラック神殿ゾーン専用演出。
リーチ成立後に3つのステップが出現する演出。ステップ1はリーチ成立直後に泡が出現する。ステップ2は泡出現後にクラゲが出現する。ステップ3はスーパーリーチ発展後にクラゲまたは魚群が出現する。ステップ3で魚群が発生すると期待度が高くなる。
トレジャーステージのステップアップ予告が基になっているが、泡音は存在しない。

## 保留先読み予告
泡前兆予告
チャンス目（同一図柄が非テンパイ形で液晶画面内に3つ停止）が停止する演出。連続するほど期待度が高くなる。3回連続で発生するとリーチ成立濃厚となる。4回以上連続で発生した場合や泡がレインボー柄の場合は確変大当たり濃厚となる。
ラグーンステージとクリスタルステージで発生した場合はリーチ成立濃厚となる。
図柄ナビ予告
泡前兆予告が発生した次の変動の際にボタンを押すと、次に止まる図柄のシルエットが表示される演出。通常は上段または下段に出現する。中段に出現すると再度泡前兆予告が発生するか、リーチ成立して大当たり濃厚となる。
シルエット出現と同じタイミングでキャラクターが出現する場合もあり、出現したキャラクターによって期待度が変化する。マリン、ワリン、ウリン、ネッシィの順番で期待度が高くなる。
リーチ後泡前兆予告
リーチ成立直後に中段図柄が停止し泡前兆が発生する演出。連続するほど期待度が高くなる。
サイレント疑似連
変動停止の際に、図柄の動きが止まらないまま次の変動に移行する演出。この演出が発生した際は保留が消化されない。
図柄停止予告
図柄が停止する際、不自然に滑って進んだり戻ったりして停止する演出。下段図柄の滑りまたは戻り、中段図柄滑りまたは戻り、上下段同時停止の3種類がある。図柄が滑って停止して泡前兆予告が発生する場合もある。
停止順変化予告
通常は上段、下段、中段の順番で図柄が停止するが、それ以外の順番で停止する演出。
変動順変化予告
変動開始時の図柄の変動方向と変動順が通常とは異なる演出。
リーチ連続予告
リーチ成立後すぐに中段図柄が停止してすぐに次の変動が開始する演出。
カウントダウン予告
変動開始時にマリン及び数字が出現しカウントダウンが始まる演出。基本的に「3」から始まり「0」になるとタッチチャンスが発生する。カウントダウンが「4」以上から始まった場合や、「0」に到達する前にリーチが成立した場合は大当たり濃厚となる。
背景変化予告
ラグーンステージ専用演出。
変動中の背景がさまざまな変化が起こる演出。海面が光る、海流が発生する、画面下部から細かい泡が発生するなどが発生する。
超背景予告
アトランティスステージ及びトレジャーステージ専用演出。
背景のアイテムに何かしらの変化が起こる演出。
アトランティスステージでは、女神像の羽根が開く、巨人の石像が消える、コロシアムに変化が起きるなどがある。
トレジャーステージでは、金塊が光る、小魚が手前に向かってくる、ウツボが出現するするなどがある。
光の羽根予告
アトランティスステージ専用演出。
変動中に光る羽根が出現する演出。羽根の数によって期待度が変化する。
子魚前兆予告
アトランティスステージ専用演出。
画面に小魚が集まって来る演出。小魚の数によって期待度が変化し、カサゴが混じっているとチャンスアップとなる。
舵予告
トレジャーステージ専用演出。
変動中に舵が出現する演出。出現するアイテムによって期待度が変化する。
海図予告
トレジャーステージ専用演出。
変動中に海図が出現する演出。海図に描かれているアイコンによって期待度が変化する。
深海の扉予告
トレジャーステージ専用演出。
変動中に扉（『CR大海物語4 BLACK』のブラックパールチャンスに出現する扉と同じ物）が出現する演出。扉が開いた時に出てくる物によって期待度が変化する。
沈没船予告
トレジャーステージ専用演出。
沈没船が出現する演出。女神像がアップで出現すると期待度が高くなる。
コンパスアングル予告
トレジャーステージ専用演出。
画面上部にコンパスが出現する演出。コンパスの針が指す方角によって期待度が変化する。コンパスの針が止まらない場合は次変動でも発生する。
背景チェンジ予告
クリスタルステージ専用演出。
変動中に背景が泉の背景、雪の背景に切り替わる演出。背景チェンジから10回転以内に再び発生した場合や、発生した変動でリーチが成立すると期待度が高くなる。2回連続で発生すると大当たり濃厚となる。
強風予告
クリスタルステージ専用演出。
変動開始時、強風が吹いて図柄のスタートが遅れる演出。3回連続で発生すると期待度が高くなる。
オーラ変化予告
クリスタルステージ専用演出。
画面中央のクリスタルの周りにオーラが発生する演出。期待度はオーラの強さによって変化する。
クリスタル前兆予告
クリスタルステージ専用演出。
変動中の背景に浮遊しているクリスタルの数が増えている演出。クリスタルの色によって期待度が変化する。
変動開始順予告
クリスタルステージ専用演出。
変動開始時に図柄がそれぞれ別々のタイミングで動き出す演出。
天候予告
クリスタルステージ専用演出。
チャンス目停止等で発生する。くもり、大雨、嵐、雨上がりの4種類がある。くもりはリーチ成立濃厚、大雨はスーパーリーチ濃厚、嵐と雨上がりはクリスタルスリーチ発展濃厚となる。
ネッシィ予告
クリスタルステージ専用演出。
ネッシィが出現し、期待度はネッシィの周りを包むオーラの色によって変化する。
クリスタルヒビ割れ予告
クリスタルステージ専用演出。
チャンス目が停止することによりクリスタルにヒビが入る。全部で3段階あり、1段階でリーチ成立濃厚、2段階及び3段階はスーパーリーチ発展濃厚となる。最終的にクリスタルが割れれば大当たりとなる。
ネッシィ台座予告
クリスタルステージ専用演出。
画面左側にある台座がかすかに揺れる演出。発生するとネッシィが出現する。
ネッシィ帯電予告
クリスタルステージ専用演出。
画面左側にネッシィが出現し、電気を帯びている演出。ボタンバイブが発生すると期待度が高くなる。
満月予告
クリスタルステージの確変中専用演出。チャンス目、順目、逆順目が停止することにより発生する。
画面左上の三日月が満月に変化する演出。赤満月の場合は期待度が高くなる。
ネッシィシルエット予告
クリスタルステージの確変中専用演出。
画面中央のクリスタルにネッシィの影が出現する演出。影が大きいと期待度が高くなる。ネッシィの代わりにサムが出現すると大当たり濃厚となる。
高速あおりゾーン
『P大海物語5』に搭載。
変動中に突然BGMと背景が変わり、高速で図柄揃いを煽るゾーン。
BIG SEA ZONE予告
『PA大海物語5 With アグネス・ラム』に搭載。ハピネスチャンス専用演出。
画面に小さい泡が出現し、図柄が高速でチャンス目停止する演出。
アグネスシルエット予告
『PA大海物語5 With アグネス・ラム』に搭載。アグネス遊タイム専用演出。
チャンス目停止時やリーチ成立時にアグネス・ラムと魚群のシルエットが出現するする演出。シルエットが近づくほど期待度が高くなる。
テンパイ煽り予告
『PA大海物語5 With アグネス・ラム』、『P大海物語5 ブラック』、『PA大海物語5 ブラック LT99ver.』に搭載。
『PA大海物語5 With アグネス・ラム』ではアグネス遊タイム専用演出。上段と下段の同じ図柄がすぐに止まらずにリーチ成立を煽る演出。図柄が炎目になっていると期待度が高くなる。
『P大海物語5 ブラック』と『PA大海物語5 ブラック LT99ver.』ではブラック神殿ゾーン及びブラックパールゾーン専用演出。上段図柄停止後に下段図柄がすぐに止まらずリーチ発生を煽る演出。
ブラック神殿ゾーンでは、背景のお城のオーラが大きいとリーチ成立の期待度が高くなる。
ブラックパールゾーンでは、リーチが成立すると大当たり濃厚となる。ダブルリーチ煽りだと期待度が高くなる。煽り中にボタンを長押しすると図柄の目に変化が起きる場合があり、目が大きくなる、炎目の順に期待度が高くなる。
図柄消灯ブラックパール予告
『P大海物語5 ブラック』と『PA大海物語5 ブラック LT99ver.』に搭載。
変動時に図柄が消灯する演出。全ての図柄が消灯するとブラックパールゾーンに突入する。
スピードアップ予告
『P大海物語5 ブラック』と『PA大海物語5 ブラック LT99ver.』に搭載。ブラック神殿ゾーン専用演出。
変動時、回廊の移動速度が速くなる演出。神殿の奥に進むことができればブラックパールゾーンに突入する。
背景キャラ予告
『P大海物語5 ブラック』と『PA大海物語5 ブラック LT99ver.』に搭載。ブラック神殿ゾーン及びブラックパールゾーン専用演出。変動中にキャラクターが通過する演出。
ブラック神殿ゾーンでは、イルカ、ウミガメ、シャチの順番で期待度が高くなる。
ブラックパールゾーンでは、イカ、イカの群れ、マンボウ、ウミガメ、ジンベイザメの順番で期待度が高くなる。
ブランク図柄変化予告
『P大海物語5 ブラック』と『PA大海物語5 ブラック LT99ver.』に搭載。ブラック神殿ゾーン専用演出。
変動停止時にブランク図柄が画面中央に集まりボタンができてプッシュを促される演出。ブランク図柄の数が多いほどボタンが完成する期待度が高くなる。
図柄アクション予告
『P大海物語5 ブラック』と『PA大海物語5 ブラック LT99ver.』に搭載。ブラック神殿ゾーン専用演出。
変動開始時に図柄が何らかのアクションを起こす演出。
骸骨船長出現予告
『P大海物語5 ブラック』と『PA大海物語5 ブラック LT99ver.』に搭載。ブラック神殿ゾーン専用演出。
変動中の背景に骸骨船長が出現する演出。リーチが成立すれば骸骨船長SPリーチに発展する。
海獣変動予告
『P大海物語5 ブラック』と『PA大海物語5 ブラック LT99ver.』に搭載。ブラック神殿ゾーン専用演出。
図柄が渦に飲み込まれる演出。シャチが出現すると期待度が高くなる。
ブラッククジラッキー図柄予告
『P大海物語5 ブラック』と『PA大海物語5 ブラック LT99ver.』に搭載。ブラック神殿ゾーン、GOLDパールRUSH、GOLDパールRUSH HYPER専用演出。
変動中にブラッククジラッキー図柄が出現する演出。
ズームアップ予告
『P大海物語5 ブラック』と『PA大海物語5 ブラック LT99ver.』に搭載。GOLDパールRUSH及びGOLDパールRUSH HYPER専用演出。
背景のマリンがズームアップする演出。演出が連続するほど期待度が高くなる。
リングフラッシュ予告
『P大海物語5 ブラック』と『PA大海物語5 ブラック LT99ver.』に搭載。GOLDパールRUSH及びGOLDパールRUSH HYPER専用演出。
変動中の背景にリングが出現する演出。赤いリングが出現すると期待度が高くなる。
GOLDパールカウントダウン予告
『P大海物語5 ブラック』と『PA大海物語5 ブラック LT99ver.』に搭載。GOLDパールRUSH及びGOLDパールRUSH HYPER専用演出。
変動中にカウントダウンが発生する演出。0まで到達すると大当たりとなる。数字の色が虹色だと期待度が高くなる。
リーチ連続目
『P大海物語5 ブラック』と『PA大海物語5 ブラック LT99ver.』に搭載。GOLDパールRUSH及びGOLDパールRUSH HYPER専用演出。
リーチハズレ目が停止する演出。連続して発生すると期待度が高くなる。
チャンスボタン予告
『P大海物語5 ブラック』と『PA大海物語5 ブラック LT99ver.』に搭載。ブラックパールゾーン専用演出。
変動中に画面にボタンが出現し、プッシュするとブラックパールに文字が映し出される演出。文字によって期待度が変化し、CHANCE、BLACK、激熱の順番で期待度が高くなる。文字が出ないでブラックパールが発光すると大当たり濃厚となる。
BIG SEAスパーク
『PA大海物語5 ブラック LT99ver.』に搭載。
保留入賞時に専用の告知音が鳴り、BIG SEAロゴが発光する演出。

## チャンスボタン演出
ブレーキアクション
リーチ後から図柄停止までの間にボタンを押すと、変動中の中段図柄が反応しブレーキアクションをする演出。中段図柄の目が大きくなると期待度がやや高くなる。炎目になると期待度がさらに高くなり、ハート目になると奇数図柄での大当たり濃厚となる。
奇数昇格演出
偶数図柄が揃って昇格スクロールが発生する直前にボタンを押すとミスマリンちゃん（『PA大海物語5 With アグネス・ラム』ではアグネス・ラム）がカットインされる演出。この演出が発生すると、大当たりラウンド中のBGMが条件を満たしていなくてもプレミアムソングが全曲開放となる。
図柄アクション予告
リーチが成立した際に画面をタッチ（『P大海物語5 ブラック』は十字キーの中央ボタンでも可）すると図柄が動き、アイコンを表示させる演出。アイコンは星、エクスクラメーションマーク、音符、魚群、ハートの5種類があり、音符の場合はスーパーリーチ発展濃厚（ノーマルリーチに発展した場合は大当たりまたは半コマズレ）、魚群の場合は魚群出現濃厚、ハートの場合は大当たり濃厚となる。
裏ボタン演出
ラグーンステージ、アトランティスステージ、トレジャーステージ専用演出。
スーパーリーチが発生した際に画面をタッチ（『P大海物語5 ブラック』は十字キーの中央ボタンでも可）すると出現する演出。
珊瑚礁リーチ発生の際に押すと珊瑚礁の周りに魚が出現する。クマノミが出現すると期待度が高くなる。ネッシィが出現するすると大当たり濃厚となる。
女神像リーチ発生の際に押すと女神像が背中を向け、イルカの彫刻、クマノミの彫刻、クジラッキーの彫刻のいずれかが出現する。クマノミの彫刻だと期待度が高くなる。クジラッキーの彫刻だと大当たり濃厚となる。
宝の山リーチ発生の際に押すと山が崩れる。山が崩れた際にクマノミが出現すると期待度が高くなる。骸骨船長が出現すると大当たり濃厚となる。
黒潮リーチ発生の際に押すと、図柄のミニキャラまたはクマノミが出現する。クマノミが出現した場合は期待度が高くなる。図柄のミニキャラの場合、リーチ図柄と一致していれば大当たり濃厚となる。クジラッキーまたはクジラブリーの場合も大当たり濃厚となる。
マリンちゃんリーチ発生の際に押すと、マリンが右手を振る、左手を振る、ウィンク、ピースサインのいずれかが発生する。ウィンクの場合は期待度が高くなる。ピースサインの場合は大当たり濃厚となる。

## リーチ演出
ノーマルリーチ
特に何も起こらないリーチ演出。期待度は低い。シングルリーチ及びダブルリーチのどちらからも発展する。通常時に半コマズレ停止をすると再始動が発生する可能性が高くなっている。ST中は期待度が高くなっており、大当たりまたは半コマズレのハズレとなる（半コマズレ停止でも再始動する場合がある）。
珊瑚礁リーチ
ラグーンステージ専用演出。
シングルリーチから発展し、画面下部から珊瑚礁が出現する演出。珊瑚礁の高さが通常よりも高い場合は期待度が高くなる。
女神像リーチ
アトランティスステージ専用演出。
シングルリーチから発展し、画面下部から女神像が出現する演出。女神像の高さが通常よりも高い場合は期待度が高くなる。
宝の山リーチ
トレジャーステージ専用演出。
シングルリーチから発展し、画面下部から宝の山が出現する演出。宝の山の高さが通常よりも高い場合は期待度が高くなる。
黒潮リーチ
シングルリーチから発展し、画面に黒潮が流れる演出。黒潮の流れが通常より速い場合は期待度が高くなる。
マリンちゃんリーチ
ラグーンステージ、アトランティスステージ、トレジャーステージ専用演出。
ダブルリーチから発展し、画面上部からマリンが登場する演出。ステージによってマリンの水着が異なる。期待度は予告により変化する。
ラグーンステージ及びアトランティスステージでは、マリンの指の間隔が通常より狭いと期待度が高くなる。
トレジャーステージでは、ファインダーの色が黄色に変化した場合は期待度が高くなる。
押しボタン演出
アトランティスステージ専用演出。
スーパーリーチに発展した際に画面にボタンアイコンが出現し、ボタンプッシュを促される演出。押すと泡または魚群が出現する。
クリスタルリーチ
クリスタルステージ専用演出。
クリスタルにひびが入り、ボタンプッシュを促される演出。ボタンプッシュが促されない場合もある。期待度はボタン演出によって変化する（ボタン無しは通常、連打はチャンス、一発押しは大チャンス）。クリスタルが割れれば大当たり濃厚となる。
いかずちリーチ
クリスタルステージ専用選出。
ネッシィビジョン予告の後に発生する。背景にいかずちが鳴り響き、ボタンプッシュを促される演出。ボタンを押してパールフラッシュが発生すれば大当たり濃厚となる。期待度はボタン演出によって変化する（通常は大チャンス、レインボーボタン及びボタン表示無しは大当たり濃厚）。
タッチチャンス
チャンス目（同一図柄が非テンパイ形で液晶画面内に3つ停止）が停止し泡前兆予告が発生しなかった時、カウントダウン予告が0になった時、変動開始直後、ノーマルリーチのいずれかから発生することがある。マリンが登場し強制的に奇数図柄でのシングルリーチが成立し、画面タッチを促される。画面をタッチすると奇数図柄での大当たりまたはハズレとなる。通常時に発生した場合は大当たり濃厚となる。
ぶるぶるチャンス
左上・右上・中央・左下・右下の順にハリセンボン・タコ・カメ・サメ・エビが停止すると必ず発生する。ウリンが登場し、ボタンを長押ししてパールフラッシュが発生すると奇数大当たりとなる。
アグネスダンスリーチ
『PA大海物語5 With アグネス・ラム』に搭載。
リーチ成立後にアニメのアグネス・ラムが出現しダンスする演出。
アグネスジャンケンリーチ
『PA大海物語5 With アグネス・ラム』に搭載。
アニメのアグネス・ラムが出現し、ボタンでぐー・チョキ・パーのいずれかをボタンプッシュで選択することを促される。アグネス・ラムに勝つことができれば奇数図柄大当たりとなる。負けると偶数図柄大当たりとなる。
弱SPリーチ
『P大海物語5 ブラック』と『PA大海物語5 ブラック LT99ver.』に搭載。ブラック神殿ゾーン専用演出。
中段図柄が画面奥から手前に向かって動く演出。周囲が赤色に変化すれば期待度が高くなる。
財宝の間SPリーチ
『P大海物語5 ブラック』と『PA大海物語5 ブラック LT99ver.』に搭載。ブラック神殿ゾーン専用演出。
財宝の間に入り、画面タッチを促される演出。タッチするとクラゲまたは魚群が出現する。
骸骨船長SPリーチ
『P大海物語5 ブラック』と『PA大海物語5 ブラック LT99ver.』に搭載。ブラック神殿ゾーン専用演出。
骸骨船長が出現しボタンプッシュが促される演出。大当たりの場合は必ず10ラウンド大当たりになる。

## プレミアム演出
泡系プレミアム
泡予告に関するプレミアム演出。数種類存在する。
ネッシィ泡
ネッシィが入った泡が出現する演出。
超泡
泡が途切れずに図柄が揃うまで出現し続ける演出。
クジラッキー泡
クジラッキーが入った泡が出現する演出。
レインボー泡
レインボー色の泡が出現する演出。
泡&魚群予告
泡予告が発生した直後に魚群予告が発生する演出。
V字泡
Vの字をかたどった泡が出現する演出。
クジラブリー泡
クジラッキーが入った泡とクジラブリーが出現する演出。
ミスマリン泡
ミスマリンちゃんが入った泡が出現する演出。
メガ泡
大泡よりさらに大きい泡が出現する演出。
魚群系プレミアム
魚群予告に関するプレミアム演出。数種類存在する。
赤魚群
赤魚群（実際には赤色と紫色が混ざったような魚群）が出現する演出。後述のサム系プレミアムに発展する。
超魚群
魚群が途切れずに図柄が揃うまで出現し続ける演出。
逆魚群
画面左側から魚群が出現する演出。通常は画面右側から出現する。
スパイラル魚群
魚群がスパイラル状に流れる演出。
魚群&クジラッキー
魚群と一緒にクジラッキーが出現する演出。
クマノミ魚群
紫色のクマノミのみで構成された魚群が出現する演出。
前面魚群
魚群が図柄の前面を流れる演出。通常は図柄の後ろを流れる。
回転魚群
魚群が回転する演出。
ぎっしり魚群
画面の背景が見えなくなるほどの魚群が出現する演出。
魚群&リーチ図柄
魚群の最後尾にリーチ図柄が1体出現する演出。
クジラッキー群
魚群の代わりにクジラッキーの群れが出現する演出。
V字魚群
黄色の魚がV字になって出現する演出。
メガ魚群
巨大な魚の群れが出現する演出。
旧魚群
初代『海物語』に登場したドットの魚群が出現する演出。
スロー魚群
魚群が通常よりも遅い動きで流れる演出。
ネッシィ魚群
魚群と一緒にネッシィが出現する演出。
ミニ魚群
小さな魚の群れが出現する演出。
一時停止魚群
魚群が流れる際に一時停止する演出。
クジラッキー&クジラブリー群
魚群の代わりにクジラッキーとクジラブリーの群れが出現する演出。
アグネス魚群
『PA大海物語5 With アグネス・ラム』のアグネス遊タイム専用演出。
アグネス・ラムの写真が混じった巨大な魚群が出現する演出。
黒魚群
『P大海物語5 ブラック』と『PA大海物語5 ブラック LT99ver.』に搭載。ブラック神殿ゾーン専用演出。
黒い魚群が出現する演出。
サム系プレミアム
各スーパーリーチ中にサムが出現すれば奇数図柄での大当たりが濃厚となる。『PA大海物語5 With アグネス・ラム』と『P大海物語5 ブラック』では10ラウンド大当たり濃厚となる。
マッスル珊瑚礁リーチ
ラグーンステージ専用演出。
シングルリーチから発展する。珊瑚礁リーチが発生した際に、サムが画面下部から珊瑚礁を持ち上げて登場する。
マッスル女神像リーチ
アトランティスステージ専用演出。
シングルリーチから発展する。女神像リーチが発生した際に、サムが画面下部から女神像を持ち上げて登場する。
ガイコツ船長リーチ
トレジャーステージ専用演出。
シングルリーチから発展する。宝の山リーチが発生した際に、宝の山が回転しガイコツ船長が登場する。サムは登場しないが、便宜上サム系に分類される。
ダイビングリーチ
シングルリーチから発展する。黒潮リーチが発生した際に、画面右側からサムが泳いで登場する。
ポージングリーチ
ラグーンステージ及びアトランティスステージ専用演出。
ダブルリーチから発展し、マリンの代わりにサムが画面上部から登場する。
プレミアムシャッターチャンスリーチ
トレジャーステージ専用演出。
ダブルリーチから発展し、マリンの代わりにサムが水中カメラを持って画面上部から登場する。
枠外プレミアム
図柄が枠外で揃った場合、効果音の後に図柄が枠内に移動し大当たりとなる演出。必ず発生する訳ではない。
枠上プレミアム
中段図柄と下段図柄が同じ図柄で停止した際、全図柄が上方向に移動して図柄が揃った状態で戻る演出。
枠下プレミアム
中段図柄と上段図柄が同じ図柄で停止した際、全図柄が下方向に移動して図柄が揃った状態で戻る演出。
ボイスプレミアム
変動開始時などにマリン、ワリン、ウリン、サム、ミスマリンちゃんのいずれかのボイスが流れる演出。
サウンドプレミアム
変動音が『海物語』のものに変化する演出。
クジラプレミアム
リーチ成立時、巨大なクジラが出現する演出。
最長突破当たり
ロングリーチから発展する。機種によって発展する演出が異なる。
『P大海物語5』では、ノーマルリーチ経由の場合はマリンが登場した後にパールフラッシュが発生し確変大当たりとなる。スーパーリーチ経由の場合はパールフラッシュが発生し確変大当たりとなる。
『PA大海物語5 With アグネス・ラム』ではアグネス ・ラム全回転に発展する。

3・4・1図柄停止
中央列に3・4・1図柄が停止する演出。発生すると大当たり濃厚となる。
ボタンアイコン変化プレミアム
アトランティスステージ及びクリスタルステージ専用演出。
スーパーリーチ発展時に表示されるボタンアイコンがパールボタンに変化する演出。
ミスマリンカットイン
『P大海物語5』、『P大海物語5 ブラック』、『PA大海物語5 ブラック LT99ver.』に搭載。
リーチ成立直後にミスマリンちゃんがカットインされる演出。
アグネス・ラムカットイン
『PA大海物語5 With アグネス・ラム』に搭載。
リーチ成立直後にアグネス・ラムがカットインされる演出。
ビタ止まり
リーチ成立中に中段の図柄が壁にぶつかったかのように停止して大当たりになる演出。
裏サメ停止
1図柄と9図柄のダブルリーチの際に中段の中央に裏4が停止する演出。停止すると再始動が発生し、1図柄か9図柄のどちらかでの大当たりとなる。
逆変動
図柄が左側から右側に変動する演出。通常は右側から左側に変動する。
上下段図柄逆変動
変動開始時、上段図柄と下段図柄が左側から右側に変動する演出。
中段図柄逆変動
リーチ成立時、中段図柄が左側から右側に変動する演出。
オール当たりプレミアム
ノーマルリーチ発展時、中段の図柄が全てリーチ図柄に変化する演出。
全回転リーチ
全図柄が揃った状態で変動する演出。図柄が停止する際は、通常は上段・下段・中段の順番で停止するが、全図柄が揃った状態で停止する。
変動全回転
回転開始時から図柄が3つ揃った状態で変動する演出。7図柄が停止する。
貝開放全回転リーチ
『P大海物語5』に搭載。
ロング変動の際に、ビッグバイブとブラックアウトが発生し、貝開放ボタンをプッシュすると全回転が起きる演出。マリン、ワリン、ウリンが登場する。
アグネス・ラム全回転
『PA大海物語5 With アグネス・ラム』に搭載。
3・4・1図柄停止やロングリーチから発展する。一発告知とともにアグネス・ラムの映像が背景に流れて全図柄が揃った状態で変動する演出。アグネス・ラム図柄での大当たりが濃厚となり、アグネスボーナスに突入する。「NExt Wave!!」がBGMとして使用されている。
ブランク図柄クジラッキープレミアム
リーチ成立時、中段のブランク図柄がクジラッキーに変化する演出。クジラブリーと一緒に登場する場合もあるがどちらも大当たり濃厚となる。
リベンジプレミアム
半コマズレハズレ時、直後に画面に映っている全図柄の表情が変化し、中段の図柄が動いて大当たりになる演出。
空動き告知
変動中にパールランプがかすかに動く演出。
背景キャラ通過予告
ラグーンステージ専用演出。
変動中に潜水艦、クジラッキー、クジラッキー&クジラブリー、サムのいずれかが通過する演出。サムが通過した場合はサム系プレミアムに発展する。
突当たり
リーチが成立したが、リーチ成立を知らせるのボイスが流れずそのまま大当たりになる演出。
オール同図柄プレミアム
変動停止時、上段・中段・下段それぞれに同じ図柄が3つずつ停止する演出。合計で9個出現する。
親子図柄変化プレミアム
リーチ成立時、リーチになった上段図柄と下段図柄、中段の全ての図柄が親子図柄（2図柄、7図柄、8図柄）と単体図柄（1図柄、3図柄、4図柄、5図柄、6図柄、9図柄）が入れ替わる演出。
ドデカ図柄
リーチ成立時、中段に巨大化したリーチ図柄が専用の効果音とともに出現する演出。BIGプレミアム演出とは効果音が異なる。
初代海物語リーチ
珊瑚礁リーチ及びマリンちゃんリーチが、初代『海物語』のグラフィックに変化する演出。
即当たり
リーチ成立直後に全図柄がバウンドストップして大当たりになる演出。
タッチアイコン変化プレミアム
タッチアイコンに表示されている手の形がピースサインに変化する演出。
ブラックアウトプレミアム
変動中に突如ブラックアウトが発生しボタンプッシュを促される演出。ボタンを押すとパールフラッシュが発生し奇数図柄での大当たりとなる。
入れ替わりプレミアム
6図柄の数字が反転して9図柄に変化する演出。3つのパターンがある。
中図柄回転
9図柄のシングルリーチの際に中段に6図柄が停止して、中段の6図柄の数字が反転して9図柄に変化して大当たりになる演出。
上下図柄回転
6図柄のシングルリーチの際に中段に9図柄が停止して、上段と下段の6図柄の数字が反転して9図柄に変化して大当たりになる演出。
リーチ図柄回転
6図柄のシングルリーチの際に発生し、上段と下段の数字が反転して9図柄のリーチに変化する。
ビッククラブSPリーチ
本作から搭載された新規演出。
ビッククラブが出現し、中段図柄をハサミで掴んで図柄揃いを起こす演出。必ず9図柄が揃う。
BIGプレミアム演出
本作から搭載された新規演出。
さまざまな演出（泡、クラゲ、魚群、マリン、図柄など）が巨大になる演出。
貝開放プレミアム
本作から搭載された新規演出。
リーチ中に貝ボタンが開放する演出。画面には貝ボタンアイコンとミスマリンちゃんが出現する。
背景矛盾演出
『PA大海物語5 With アグネス・ラム』に搭載。
STが決められた回数の消化が終わっても時短に移行せず、そのままSTが続く演出。
ランプ消灯プレミアム
『P大海物語5 ブラック』と『PA大海物語5 ブラック LT99ver.』に搭載。
盤面の全てのランプが消灯する演出。
ぶるぶるチェンジ予告
『P大海物語5 ブラック』と『PA大海物語5 ブラック LT99ver.』に搭載。ブラックパールゾーン専用演出。
変動停止時に図柄が震えてブラックアウトが発生する演出。10ラウンド大当たり濃厚となる。

## 大当たりラウンド演出

### 大当たりラウンド突入前
V入賞演出
『P大海物語5 ブラック』と『PA大海物語5 ブラック LT99ver.』に搭載。
図柄が揃った直後に突入する昇格演出。通常時の大当たりでは発生しない。図柄が画面右下に吸い込まれ、V入賞を促される演出。V入賞すると、偶数図柄、奇数図柄、ブラッククジラッキー図柄のいずれかが出現する。ブラッククジラッキー図柄が出現した際の背景が金色の場合は、大当たりラウンド終了後にGOLDパールRUSHに突入する。

### 大当たりラウンド中
ブラックアウト
『P大海物語5』に搭載。
通常大当たりのラウンド中に発生する昇格演出。ラウンド中にブラックアウトが発生し、ボタンプッシュを促される演出。ボタンを押すとパールフラッシュと9代目ミスマリンちゃんのカットインが発生し、確変大当たりとなる。
LUKCYジャンケン
『P大海物語5』に搭載。
通常大当たりのラウンド中に発生する昇格演出。マリンが出現し、ボタンでぐー・チョキ・パーのいずれかをボタンプッシュで選択することを促される。マリンに勝つことができれば確変昇格となる。あいこになるとサムが出現し再戦となり、昇格濃厚となる。
ビッククラブフリーズ
『P大海物語5』に搭載。
大当たりラウンド中にビッククラブが出現し、パールフラッシュを鳴らして3000ボーナス（保留連）に昇格する演出。

### 大当たりラウンド終了後
エンディングチャンス
『P大海物語5』に搭載。
通常大当たり時のエンディング画面で確変が告知される演出。
「いつものラウンド」の場合は、エンディング画面で「もう1回」の文字とともにサムが登場して告知される。
その他の楽曲を選択した場合は、エンディング画面で「もう1回」の文字とともに9代目ミスマリンちゃんのカットインが発生して告知される。
金魚群
大当たりラウンド終了後のエンディング画面で金魚群が出現する演出。保留内で奇数図柄揃いの大当たりが濃厚となる。
ボタンプッシュ予告
大当たりラウンド終了後のエンディング画面でボタンプッシュが促される演出。ボタンを押すと金魚群が出現する。
背景変化
偶数図柄揃いの大当たりでいつものラウンドのエンディング画面での背景に変化が起こる演出。水面が光っている場合は確変昇格の期待度が高くなる。
アグネスチャンス
『PA大海物語5 With アグネス・ラム』に搭載。
大当たりラウンド終了後のエンディング画面でチャンスタイム回数（ST＋時短）の替わりにアグネス・ラムのサインが表示される演出。保留内での大当たりが濃厚となる。大当たりラウンド中に発生する場合もある。サインが大きい場合（BIGアグネスサイン）もある。

## その他演出
再始動
リーチが外れた際に、中段図柄が再び動き出して大当たりになる演出。ダブルリーチで発生した場合は奇数図柄での大当たりとなる。
昇格スクロール
偶数図柄が揃った直後に図柄が高速に動き出して奇数図柄に昇格する演出。
マリンちゃん2段階
マリンちゃんリーチで偶数図柄が揃った直後、マリンが掛け声とともに中段図柄をビンタして再始動が起き、もう片方のリーチ図柄である奇数図柄揃いの大当たりになる演出。
バウンドストップ
『P大海物語5』に搭載。時短中専用演出。
チャンス目（同一図柄が非テンパイ形で液晶画面内に3つ停止）が停止した際に泡前兆予告が発生せずに、図柄がバウンドして停止する演出。この演出が発生すると、時短から確変に移行する。
ロングリーチ
ノーマルリーチやスーパーリーチが止まらず長く変動し続ける演出。最長突破当たりに発展する。
法則崩れ
さまざまな予告で発生する。予告なしからスーパーリーチに発展する、魚群予告からノーマルリーチに発展する、大泡予告からスーパーリーチに発展するなどがあり、発生すると大当たり濃厚となる。

## 待機画面演出
魚群占い
泡や魚群による占いを遊ぶことができる。ただし、占いの結果は実戦結果を予告するものではない。
じゃんけん占い
マリンとじゃんけんをし、その勝敗の結果で今日の運勢およびラッキーカラーが表示される演出。LUKCYジャンケンと同じようにボタンプッシュでグー、チョキ、パーのいずれかを選択する。きょうの運勢は仕事、恋愛、勝負、健康の4項目が5段階で評価される。

## パールフラッシュ
画面上部にある役物。変動時の一発告知としての機能を果たしており、演出が発生した時点で大当たり濃厚となる。大当たりラウンド中やエンディング時の昇格演出としても使用されている。一発告知にはショートとロングの2種類があり、ショートは大当たり濃厚、ロングは奇数図柄での大当たり濃厚となる。『PA大海物語5 With アグネス・ラム』では、パールフラッシュ アグネスver.という演出が搭載されており、従来の物のロングに該当する。ロングのパールフラッシュが発生すると同時に、アニメのアグネス・ラムが登場する演出となっている。奇数図柄での大当たりが濃厚となる。

## My海カスタム
演出期待度を変更できる機能となっている。期待度を調整できる項目及び選択肢は以下の通りとなっている。
| 機種                            | 魚群期待度                | 告知頻度                     | 告知方法              | 前兆予告                       | 予告頻度                 | BIGプレミアム頻度   | BIGSEAスパーク期待度  |
| ------------------------------- | ------------------------- | ---------------------------- | --------------------- | ------------------------------ | ------------------------ | ------------------- | --------------------- |
| P大海物語5                      | ・50% ・100% ・出現しない | ・ふつう ・100% ・出現しない | ・いつもの ・ひっそり | ・ふつう ・少なめ ・出現しない | ・ふつう ・多め ・少なめ | ・ふつう ・出やすい | -                     |
| PA大海物語5 With アグネス・ラム | ・75% ・100% ・出現しない | ・ふつう ・100% ・出現しない | ・いつもの ・ひっそり | ・ふつう ・少なめ ・出現しない | ・ふつう ・多め ・少なめ | ・ふつう ・出やすい | -                     |
| P大海物語5 ブラック             | ・50% ・100% ・出現しない | ・ふつう ・100% ・出現しない | ・いつもの ・ひっそり | ・ふつう ・少なめ ・出現しない | ・ふつう ・多め ・少なめ | ・ふつう ・出やすい | -                     |
| PA大海物語5 ブラック LT99ver.   | ・75% ・100% ・出現しない | ・ふつう ・100% ・出現しない | ・いつもの ・ひっそり | ・ふつう ・少なめ ・出現しない | ・ふつう ・多め ・少なめ | ・ふつう ・出やすい | ・出ない ・50% ・100% |

## 大当たり・確変・時短

### P大海物語5
確変ループ機となっており、大当たりラウンド終了後は基本的に奇数図柄大当たりだと確変に突入し、偶数図柄大当たりだと100回の時短に突入する。ただし、偶数図柄で当たってもラウンド中にSUPER LUCKYに昇格する場合がある。本作には2ラウンド確変大当たりは搭載されていない。3・4・1図柄停止が発生すると、昇格スクロールが発生して奇数図柄での大当たりとなる。また、時短中でも内部確変になっていることもあり、その場合は時短終了前までに図柄のバウンドストップが発生し確変に突入する。前作までは大海チャンスと表記され専用BGMが使用されていたが、今作では大海チャンスと表記されず、BGMも確変の物が使用されている。

### PA大海物語5 With アグネス・ラム
ST機となっており、大当たりラウンド終了後は必ず10回のSTと時短に突入する。時短の回数は図柄によって異なる。電サポ回数は基本的に奇数図柄が50回で偶数図柄が25回だが、偶数図柄で当たってもLUCKYのまま昇格演出なしで電サポ50回に突入することがある。本作では10ラウンド大当たり終了後の電チューサポート120回をハピネスチャンスと呼ぶ。ハピネスチャンス中に引いた大当たりはラウンド数に関係なく全て電チューサポート120回（ST10回+時短110回）となる。また、ハピネスチャンス中は「NExt Wave!!」のインストアレンジ曲がBGMとして使用されており、画面右下にはアニメのアグネス・ラムが常に滞在していてさまざまなアクションを起こす。
b時短（アグネス遊タイム）が搭載されており、通常確率時に299回消化すると379回の時短に突入する。遊タイム突入の30回転前からカウントダウンが始まる。アグネス遊タイム中に大当たりが引けず379回消化すると通常の変動に戻る。その場合は再び299回消化してもアグネス遊タイムには突入しない。

### P大海物語5 ブラック
1種2種混合機となっており、ヘソ入賞時と電チュー入賞時で大当たり確率が異なる。
ヘソ入賞時の大当たりは必ず3ラウンドとなり、大当たりラウンド終了後は必ず50回の時短（公式サイト等ではSTと紹介されている）に突入する。時短の1回転目から20回転目はブラック神殿ゾーンに突入する。ブラック神殿ゾーン終了後は50回転目まで通常の時短となる。50回転目を消化するとエンディング画面が表示され、連荘数と獲得出玉数が表示される。その直後は残保留の消化に移行し、それが終わると通常変動となる。
電チュー入賞時の場合は、図柄が揃うと大当たりラウンドに以降する前にV入賞演出に突入する。大当たりは3ラウンドか10ラウンドの大当たりとなり、偶数図柄の場合は3ラウンド大当たり、奇数図柄の場合は10ラウンド大当たりとなる。奇数図柄の場合は必ずブラッククジラッキー図柄に昇格する。3ラウンド大当たりラウンド終了後はヘソ入賞時と同じく50回の時短に突入する。10ラウンド大当たりの場合は、50回または86回の時短に突入する。86回の時短の場合は、1回転目から86回転目まで上位時短のGOLDパールRUSHに突入する。86回転目を消化するとエンディング画面が表示され、連荘数と獲得出玉数が表示される。その直後は残保留の消化に移行し、それが終わると通常変動となる。

### PA大海物語5 ブラック LT99ver.
1種2種混合機となっており、ヘソ入賞時と電チュー入賞時で大当たり確率が異なる。
ヘソ入賞時の大当たりは必ず3ラウンドとなる。大当たりラウンド終了後は図柄によって異なり、奇数図柄大当たりだと時短35回に突入し、偶数図柄大当たりだと通常変動に戻る。ただし、偶数図柄で当たってもラウンド中にSUPER LUCKYに昇格する場合がある。
電チュー入賞時の場合は、図柄が揃うと大当たりラウンドに以降する前にV入賞演出に突入する。大当たりは3ラウンドか8ラウンドの大当たりとなり、偶数図柄の場合は3ラウンド大当たり、奇数図柄の場合は8ラウンド大当たりとなる。奇数図柄の場合は必ずブラッククジラッキー図柄に昇格する。3ラウンド大当たりラウンド終了後は35回の時短に突入する。10ラウンド大当たりの場合は、35回または110回の時短に突入する。110回の時短の場合は、GOLDパールRUSH HYPER（ラッキートリガー）に突入する。時短の最終回転が消化されるとエンディング画面が表示され、連荘数と獲得出玉数が表示される。その直後は残保留の消化に移行し、それが終わると通常変動となる。

## プレミアムラウンド

### P大海物語5
- 1回目（通常大当たり）：いつものラウンド
- 1回目（確変大当たり）：マリンが歌う「海物語 〜Go!Go! SEA STORY〜 サードシーズン」
- 2連荘達成：「BIG SEA in the world」
- 3連荘達成：「Pearl and bright」
- 4連荘達成：マリンが歌う「期待100%フラッシュ!」
- 5連荘達成：吉野聡留が歌う「Hello, New World」
- 6連荘達成：マリン&ウリンが歌う「Day & Day」
- 7連荘達成：「Sea in the Story」
- 大当たりオープニング時ボタンを10回押す：「Sea in the Story」

### PA大海物語5 With アグネス・ラム
- 1回目（偶数図柄大当たり）：いつものラウンド
- 1回目（奇数図柄大当たり）：マリンが歌う「海物語 〜Go!Go! SEA STORY〜 サードシーズン」
- 2連荘達成：駒形友梨が歌う「カラフルVacation」
- 3連荘達成：マリンが歌う「『だいすき』って気持ち 〜君にはナイショVer.〜」、「BIG SEA in the world」
- 4連荘達成：マリンが歌う「夏色 〜Touch My Heart〜」、「Pearl and bright」
- 5連荘達成：マリンが歌う「きっと。。。魚群」、「Sea in the Story」
- 6連荘達成：マリンが歌う「『だいすき』って気持ち 〜ハワイアンバージョン〜」
- 10ラウンド大当たり突入：駒形友梨が歌う「NExt Wave!!」
- 大当たりオープニング時ボタンを10回押す：全曲開放

### P大海物語5 ブラック
- 1回目：いつものラウンド、マリンが歌う「海物語 〜Go!Go! SEA STORY〜 サードシーズン」
- 2連荘達成：「Black new day.」
- 3連荘達成：「Pearl and bright」
- 4連荘達成：アイマリン（内田彩）が歌う「Stand up! Blaze up!」
- 5連荘達成：アイマリン（内田彩）&壱華零（佐伯伊織）が歌う「Wave the Remember」
- 6連荘達成：吉野聡留が歌う「Hello, New World」
- 「BIG SEA in the world」

### PA大海物語5 ブラック LT99ver.
- 1回目：いつものラウンド、マリンが歌う「海物語 〜Go!Go! SEA STORY〜 サードシーズン」
- 2連荘達成：「Black new day.」
- 3連荘達成：「スタートライン!」
- 4連荘達成：アイマリン（内田彩）が歌う「Stand up! Blaze up!」
- 5連荘達成：アイマリン（内田彩）&壱華零（佐伯伊織）が歌う「Wave the Remember」
- 6連荘達成：吉野聡留が歌う「Hello, New World」
- 「BIG SEA in the world」

## スペック
| 型式                 | 型式                 | MTE2                       | ARBC（With アグネス ・ラム）                                                                                         | ARBC（With アグネス ・ラム）                                                                               | HCL（ブラック）                                                                                     | HCL（ブラック）                                                                   | HLD（ブラック99）                                                                         | HLD（ブラック99）                                                    |
| -------------------- | -------------------- | -------------------------- | --- | --- | --------------------------------------------------------------------------------------------------- | --------------------------------------------------------------------------------- | ----------------------------------------------------------------------------------------- | -------------------------------------------------------------------- |
| 特賞種別             | 特賞種別             | デジパチ                   | デジパチ | デジパチ                                                                                                   | 1種2種混合                                                                                          | 1種2種混合                                                                        | 1種2種混合                                                                                | 1種2種混合                                                           |
| 大当たり確率         | 通常時               | 1/319.6                    | 1/99.9 | 1/99.9 | 1/199.8                                                                                             | 1/199.8                                                                           | 1/99.9                                                                                    | 1/99.9                                                               |
| 大当たり確率         | 高確率時             | 1/31.9                     | 1/19.5 | 1/19.5 | 1/44.0（大当たりと小当たりの合算）                                                                  | 1/44.0（大当たりと小当たりの合算）                                                | 1/41.0（大当たりと小当たりの合算）                                                        | 1/41.0（大当たりと小当たりの合算）                                   |
| タイプ               | タイプ               | ミドル                     | 遊パチ | 遊パチ | ライトミドル                                                                                        | ライトミドル                                                                      | 遊パチ                                                                                    | 遊パチ                                                               |
| 賞球数               | 賞球数               | 3 & 2 & 15 & 5 & 1 & 1     | 3 & 2 & 1 & 2 & 4 & 12                                                                                               | 3 & 2 & 1 & 2 & 4 & 12                                                                                     | 1 & 1 & 4 & 5 & 15                                                                                  | 1 & 1 & 4 & 5 & 15                                                                | 1 & 1 & 4 & 5 & 11                                                                        | 1 & 1 & 4 & 5 & 11                                                   |
| ラウンド・カウント数 | ラウンド・カウント数 | 10R・10C                   | 10R or 6R or 4R・9C                                                                                                  | 10R or 6R or 4R・9C                                                                                        | 10R or 3R・10C                                                                                      | 10R or 3R・10C                                                                    | 8R or 3R・10C                                                                             | 8R or 3R・10C                                                        |
| 大当たりシステム     | 大当たりシステム     | 確変ループ                 | ST | ST | 実質ロングST                                                                                        | 実質ロングST                                                                      | 実質ロングST                                                                              | 実質ロングST                                                         |
| 確変突入率           | 確変突入率           | 60/100（60%）              | 100/100（100%、ST10回）                                                                                              | 100/100（100%、ST10回）                                                                                    | -                                                                                                   | -                                                                                 | -                                                                                         | -                                                                    |
| 時短突入率           | 上始動口             | -                          | - | - | 100/100（100%、86回・50回）                                                                         | 100/100（100%、86回・50回）                                                       | 70/100（70%、35回）                                                                       | 70/100（70%、35回）                                                  |
| 時短突入率           | 下始動口             | -                          | - | - | 100/100（100%、86回・50回）                                                                         | 100/100（100%、86回・50回）                                                       | 100/100（100%、110回・35回）                                                              | 100/100（100%、110回・35回）                                         |
| 大当たりの内訳       | 上始動口             | 10R確変：60% 10R通常：40%  | 【通常】 10R（ST10回+時短110回）：4% 6R（ST10回+時短40回）：60% 4R（ST10回+時短40回）：6% 4R（ST10回+時短15回）：30% | 【ハピネスチャンス中】 10R（ST10回+時短110回）：4% 6R（ST10回+時短110回）：60% 4R（ST10回+時短110回）：36% | 3R（時短50回+残保留4個）：100%                                                                      | 3R（時短50回+残保留4個）：100%                                                    | 3R（時短35回+残保留4個）：70% 3R（時短なし）：30%                                         | 3R（時短35回+残保留4個）：70% 3R（時短なし）：30%                    |
| 大当たりの内訳       | 下始動口             | 10R確変：60% 10R通常：40%  | 【通常】 10R（ST10回+時短110回）：4% 6R（ST10回+時短40回）：60% 4R（ST10回+時短40回）：6% 4R（ST10回+時短15回）：30% | 【ハピネスチャンス中】 10R（ST10回+時短110回）：4% 6R（ST10回+時短110回）：60% 4R（ST10回+時短110回）：36% | 【通常】 10R（時短86回+残保留4個）：4% 10R（時短50回+残保留4個）：46% 3R（時短50回+残保留4個）：50% | 【GOLDパールRUSH中】 10R（時短86回+残保留4個）：50% 3R（時短86回+残保留4個）：50% | 【通常】 8R（時短110回）：10% 8R（時短35回+残保留4個）：30% 3R（時短35回+残保留4個）：60% | 【GOLDパールRUSH HYPER中】 8R（時短110回）：40% 3R（時短110回）：60% |
| 大当たり出玉         | 大当たり出玉         | 1500個                     | 10R：1080個 6R：648個 4R：432個                                                                                      | 10R：1080個 6R：648個 4R：432個                                                                            | 10R：1500個 3R：450個                                                                               | 10R：1500個 3R：450個                                                             | 8R：880個 3R：330個                                                                       | 8R：880個 3R：330個                                                  |
| リミット             | リミット             | なし                       | なし | なし | なし                                                                                                | なし                                                                              | なし                                                                                      | なし                                                                 |
| 電サポ               | 確変                 | 確変大当たり終了後次回まで | 大当たり終了後ST10回                                                                                                 | 大当たり終了後ST10回                                                                                       | なし                                                                                                | なし                                                                              | なし                                                                                      | なし                                                                 |
| 電サポ               | a時短                | 通常大当たり終了後100回    | ST終了後110回・90回・40回・15回                                                                                      | ST終了後110回・90回・40回・15回                                                                            | 大当たり終了後86回+残保留4個・50回+残保留4個                                                        | 大当たり終了後86回+残保留4個・50回+残保留4個                                      | 大当たり終了後110回・35回+残保留4個                                                       | 大当たり終了後110回・35回+残保留4個                                  |
| 電サポ               | b時短（遊タイム）    | なし                       | 低確率状態を299回消化後379回                                                                                         | 低確率状態を299回消化後379回                                                                               | なし                                                                                                | なし                                                                              | なし                                                                                      | なし                                                                 |
| 保留の数             | 保留の数             | 上始動口4個+下始動口4個    | 上始動口4個+下始動口4個                                                                                              | 上始動口4個+下始動口4個                                                                                    | 上始動口4個+下始動口4個                                                                             | 上始動口4個+下始動口4個                                                           | 上始動口4個+下始動口4個                                                                   | 上始動口4個+下始動口4個                                              |
| 保留の優先消化       | 保留の優先消化       | なし（入賞順に消化）       | なし（入賞順に消化）                                                                                                 | なし（入賞順に消化）                                                                                       | 下始動口優先                                                                                        | 下始動口優先                                                                      | 下始動口優先                                                                              | 下始動口優先                                                         |